# Nicolas Baalbaki
Pour les articles homonymes, voir Baalbaki.
Nicolas Baalbaki (en arabe : نقولا بعلبكي) est le métropolite de l'archidiocèse grec-orthodoxe de Hama depuis 2017. Il est né en 1957 à Damas.